# Спикер, Трис
Тристам Спикер (англ. Tristram E. Speaker, 4 апреля 1888 — 8 декабря 1958) по прозвищу Серый Орел (англ. the Grey Eagle) — американский профессиональный бейсболист. Спикер считается одним из лучших игроков как в обороне, так и в защите среди центр-филдеров в истории МЛБ. Он занимает шестое место по средней реализации выходов на биту (34,5 %), пятое место по количеству выбитых хитов (3514), а по количеству даблов (792) он является рекордсменом МЛБ. В защите ему принадлежат рекорды по количеству пасов, дабл-плейев и безпасовых дабл-плейев среди аутфилдеров. Благодаря такой хорошей игре в защите его ловушка получила прозвище — «куда даблы приходят умирать».
Свою карьеру Спикер начал в низших лигах Техаса и Арканзаса. В МЛБ он дебютировал в 1907 году за «Бостон Американс», к 1909 году прочно закрепил за собой место в стартовом составе клуба, а в 1912 и 1915 годах вместе с «Ред Сокс» стал победителем Мировой серии. В 1915 году, после небольшого спада в статистических показателях, он был обменян в «Кливленд Индианс». С 1919 года он также стал исполнять обязанность менеджера клуба и в 1920 году привёл «Индианс» к первому в его истории чемпионскому титулу. В десяти из одиннадцати сезонов в Кливленде его реализация выходов на биту составила 35 %. В 1926 году он и Тай Кобб стали одними из фигурантов скандала по подтасовке результатов матчей и, хотя позже обвинения с них были сняты, Спикер оставил пост менеджера клуба.
В 1927 году Спикер выступал за «Вашингтон Сенаторз», в 1928 за «Филадельфию Атлетикс», позже работал менеджером, был владельцем клубов низших лиг, а также занимал ряд должностей в «Индианс». По завершении профессиональной карьеры некоторое время руководил лигой по игре в бейсбол в закрытом помещении, был владельцем ликеро-водочного магазина и главой комиссии по боксу в Кливленде. В 1937 году Спикера включили в Национальный бейсбольный зал славы. В 1999 году журнал Sporting News в своём списке «100 величайших бейсболистов» поставил его на 27 место, а МЛБ включило его в сборную столетия.

## Ранние годы
Трис Спикер родился 4 апреля 1888 года в Хаббарде (штат Техас) в семье Арчи и Ненси Поэр Спикер. В детстве Трис упал с лошади и сломал правую руку. Это событие повлияло на всю его оставшуюся жизнь, так как вынудило его в основном пользоваться левой рукой. По окончании обучения в школе Спикер поступил в Политехнический институт Форт-Уорта, где играл за университетскую бейсбольную команду. Он также играл в американский футбол и в одной из игр получил серьёзную травму руки, что врачи даже думали о её ампутации. Кроме того, он работал на ранчо.
В 1906 году его игра привлекла к себе внимание владельца клуба Техасской лиги «Клебурн Рэйлроадс» Доака Робертса и он пригласил молодого бейсболиста в свою команду. Первоначально Трис выступал на позиции питчера, однако после проигрыша нескольких игр его перевели в аутфилд. В атаке Спикер показывал намного лучшие результаты, реализуя 31,8 % выходов на биту.
В 1907 году он удачно выступал за «Хьюстон Баффалоес» и им заинтересовался клуб высшей лиги «Бостон Американс». В конце сезона руководство «Баффалоес» продало Спикера в «Американс» за 750 долларов (по другим данным за 800). В сезоне 1907 года Трис успел сыграть семь игр за свою новую команду, во время которых он 19 раз выходил отбивать, реализовав всего 15,8 % выходов. Перед началом сезона 1908 года владелец «Американс» Джон Тайлер сменил название команды на «Бостон Ред Сокс». Спикера же отправили в клуб Южной лиги «Литл-Рок Трэвелерс» в обмен на разрешение проводить весенние тренировки на их базе. В «Трэвелерс» Трис отбивал подачи с 35 % успехом и был выкуплен «Ред Сокс».

## Главная лига

### Бостон Ред Сокс
Спикер стал членом основного состава Бостона в 1909 году, когда Дэнни Салливан был продан в «Кливленд Нэпс». В этом сезоне он вышел на поле в 143 играх, а его средний процент отбивания составил 30,9 %. Кроме того, Трис неплохо отыграл в защите, поучаствовав в 12 дабл-плейях (наивысший показатель среди аутфилдеров), а его процент филдинга составил 97,3 % — третий показатель среди аутфилдеров. В 1910 году «Ред Сокс» подписали левого филдера Даффи Льюиса. Таким образом, Спикер, Льюис и Гарри Хупер сформировали одну из лучших в истории бейсбола связок в задней части обороны, которой дали прозвище «Аутфилд на миллион долларов». Спикер же был лучшим игроком этой связки. Он бегал настолько быстро, что мог занимать позицию рядом со второй базой, помогая инфилдерам, однако эффективно ловил и мячи отбитые в центр-филд. В 1910 и 1911 годах Бостон заканчивал чемпионат на четвёртом месте в Американской лиге (АЛ).
Сезон 1912 года стал лучшим в карьере Спикера. Он не пропустил ни одной игры чемпионата, став лидером АЛ по даблам (53) и хоум-ранам (10), а также установил личные рекорды по количеству выбитых хитов (222), набранных очков (136) и украденным базам (52). Кроме того, 52 украденные базы за сезон оставались рекордными для «Ред Сокс» до 1973 года, когда это достижение превзошёл Томми Харпер. Его процент отбивания в этом сезоне составил 38,3 %, а процент сильных ударов — 56,7 %. Он установил рекорд главной лиги, выбив три беспрерывные серии хитов (30, 23 и 22 игры). Спикер также стал первым в истории главных лиг игроком, выбившим в одном сезоне 50 даблов и укравшим 50 баз. В августе мать Триса безуспешно попыталась уговорить его бросить бейсбол и вернутся домой.

## Смерть
Спикер умер от сердечного приступа 8 декабря 1958 года возле озера Уитни (Техас), где он с другом рыбачил. Это был для него второй сердечный приступ за последние четыре года. Он был похоронен на кладбище Фэирвью в его родном городке Хаббард (Техас).
После смерти Спикера Кобб сказал: «Ужасно подавлен. Я никогда не говорил ему насколько я восхищался им когда мы играли друг против друга. Лишь после того, как мы стали одноклубниками, а после завершили карьеры, я смог сказать Трису Спикеру о том глубоком уважении, которое я испытываю к нему». Лайоле сказал: «Он был одним из величайших людей, каких я когда-либо знал, и как бейсболист и как джентльмен». Его бывший одноклубник по Бостону Даффи Льюис сказал: «Он был командным игроком. Как величайший отбивающий, каким он был, о никогда не смотрел на свою статистику…Спикер был лидером в аутфилде. Гарри Хупер и я смотрели на него и знали как играть против отбивающих».